# Thyas honesta
Thyas honesta is een vlinder uit de familie spinneruilen (Erebidae). De wetenschappelijke naam is voor het eerst geldig gepubliceerd in 1806 door Hübner.
De soort komt voor in tropisch Afrika.